# PSO J318.5-22
Désignations
PSO J318.5-22, de son nom complet PSO J318.5338−22.8603, est un objet libre de masse planétaire, possiblement une planète, découverte le 15 septembre 2010 et confirmée en 2013, située à 84 années-lumière de la Terre. C'est une planète jeune et gazeuse, formée il y a 12 millions d'années. Découverte à l'aide du Pan-STARRS1, utilisé pour l'observation des naines brunes, PSO J318.5-22 s'en est différenciée par son spectre très rouge.

## Type d'astre
Les astres isolés sont en général des naines brunes, mais depuis les premières identifications d'objets errants dans l'espace, une partie de ces astres se sont révélés être des planètes gazeuses du type de Jupiter et de masse comparable. Une théorie émise en 2011 serait que ces planètes auraient été éjectées de leur système d'origine, les techniques actuelles si elles permettent d'observer des naines ou des géantes gazeuses ne permettent pas de détecter de plus petites planètes comme la Terre.
PSO J318.5-22 ne possède pas toutes les caractéristiques d'une naine brune, ce qui laisserait supposer qu'elle est une géante gazeuse comme Jupiter, ce qui reste à confirmer, étant donné que l'état des connaissances montre une ambiguïté persistante entre les naines brunes et les géantes gazeuses du fait des ressemblances de spectre et de couleur dans de multiples cas.

## Caractéristiques principales
La proximité de PSO J318.5-22 à la Terre est unique, les objets errants dans l'espace ayant jusque-là été typiquement détectés entre 10 000  et   20 000 années-lumière. C'est en outre un astre exceptionnellement rouge sans doute du fait d'une faible gravité générant une atmosphère très poussiéreuse ; c'est l'un des objets errants les moins massifs (connus) dans le voisinage du système solaire.
La cinématique mesurée par l'équipe ayant découvert l'astre indique que PSO J318.5-22 appartiendrait au groupe mouvant de Beta Pictoris, une des associations stellaires les plus proches de la Terre.

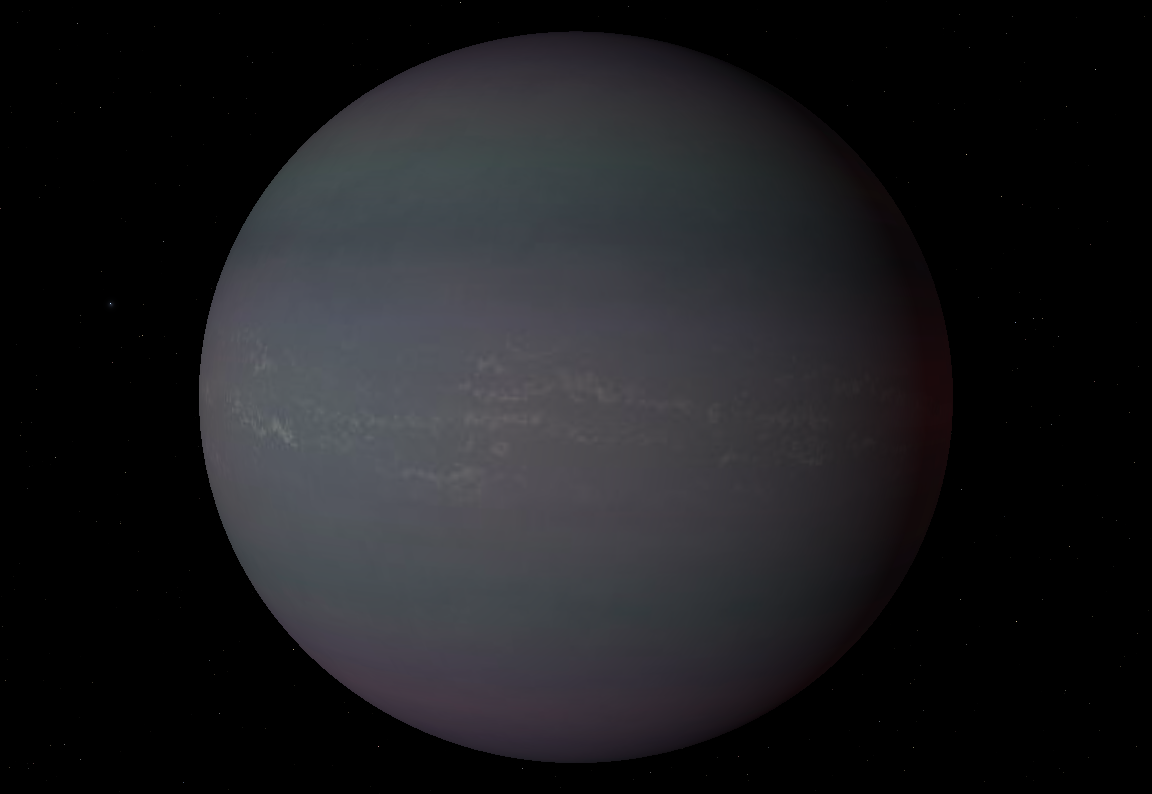
Modélisation sous Célestia d'une planète géante gazeuse de classe IV (température supérieure à 900 K, nuages de métaux alcalins, albédo de Bond de 0,03).
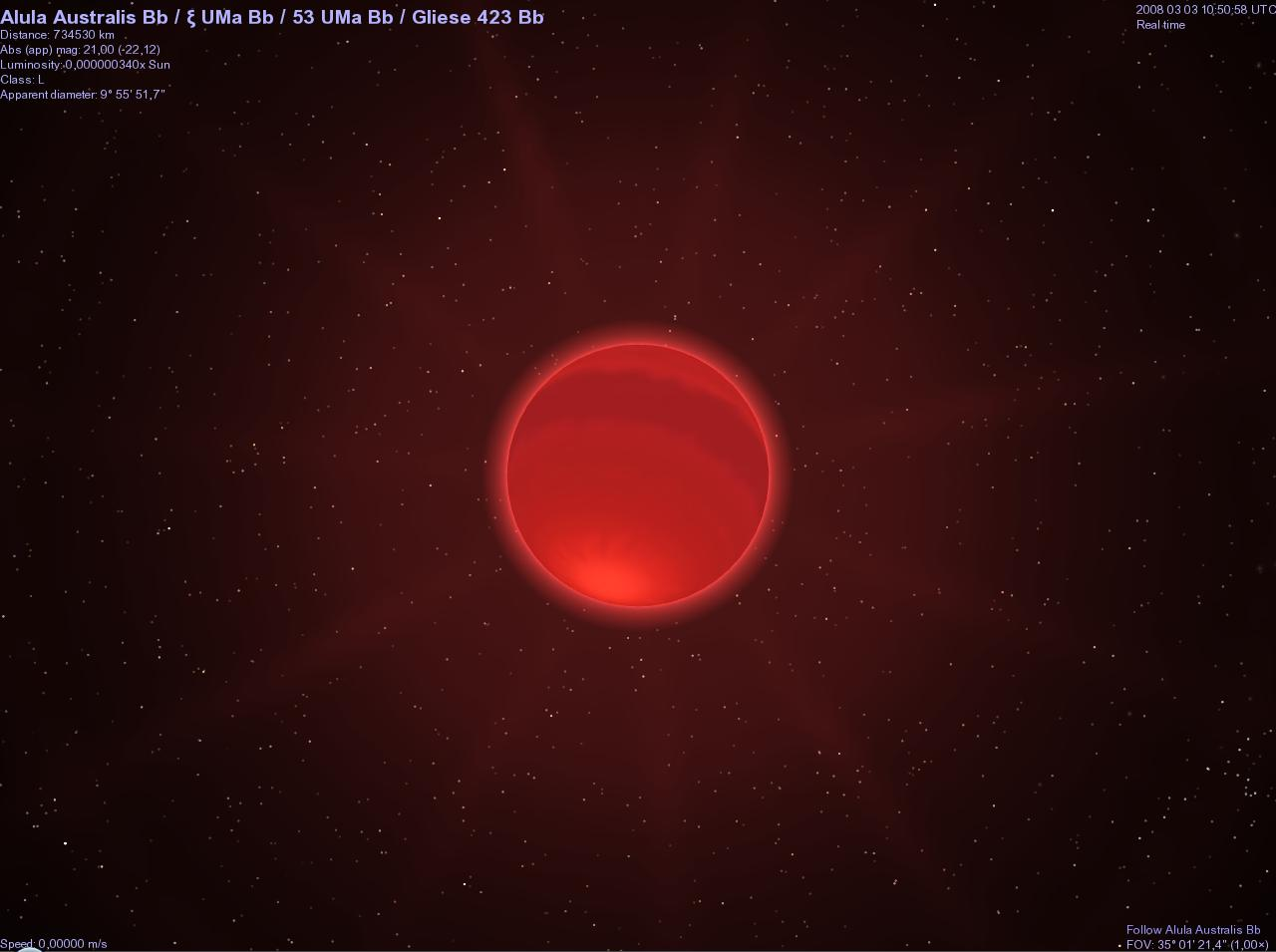
Modélisation sous Célestia d'une naine brune de classe L.
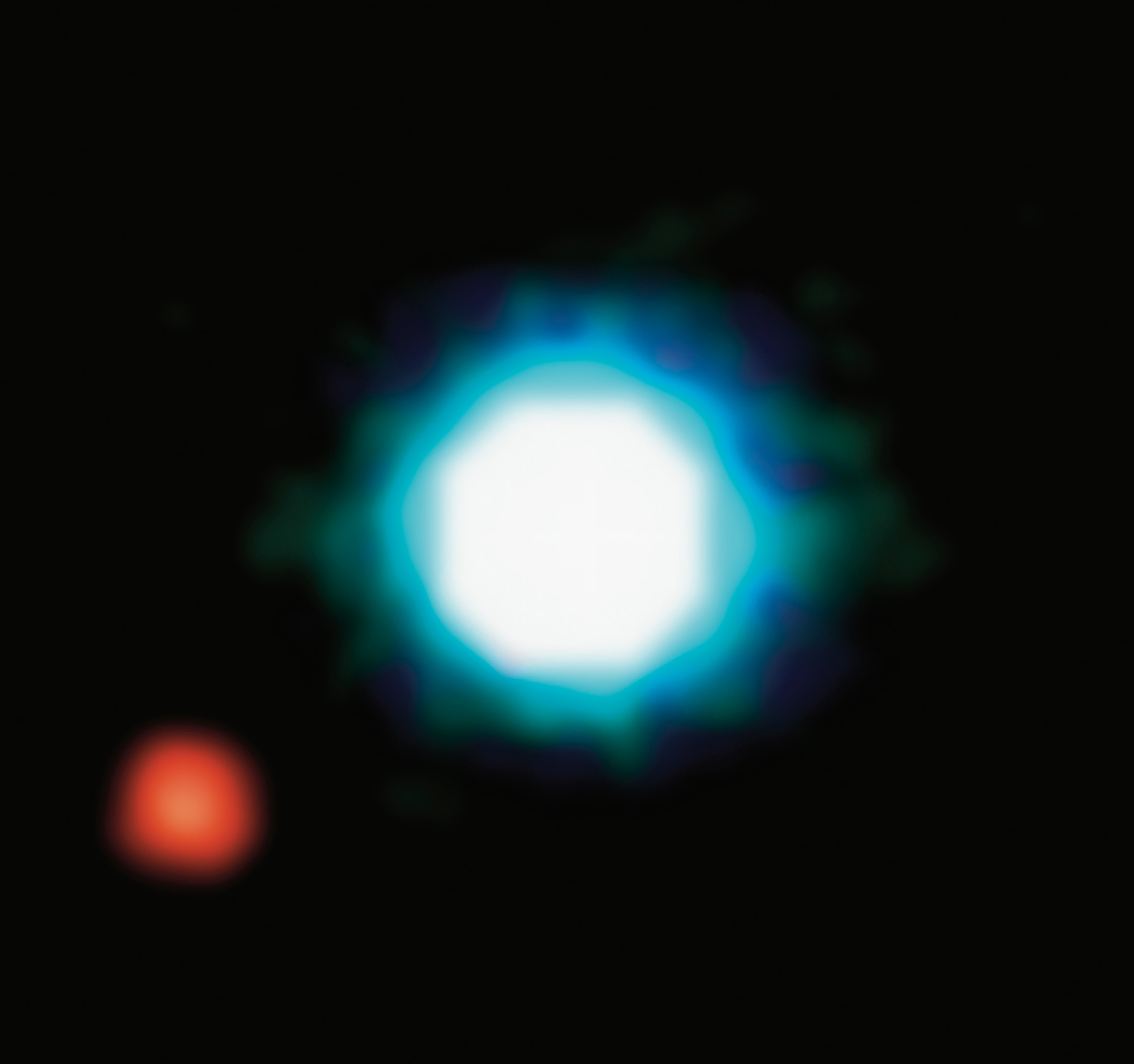
Image composite directe du système exoplanétaire composé de la naine brune 2M1207 en bleu et de l'exoplanète 2MASS J1207−39b. PSO J318.5-22 possède des caractéristiques très similaires à 2M1207 b[3].